# Marathon van Turijn 2016
De marathon van Turijn 2016 vond plaats op zondag 2 oktober 2016 in Turijn. Het was de 30e editie van deze marathon.
De wedstrijd werd bij de mannen gewonnen door de Marokkaan Youssef Sbaai in een tijd van 2:13.43. De Italiaanse Laila Soufyane won de wedstrijd bij de vrouwen in 2:36.32.
In totaal finishten er 1576 marathonlopers.

## Uitslagen

### Mannen
| rang   | naam                    | land | tijd    |
| ------ | ----------------------- | ---- | ------- |
| Goud   | Youssef Sbaai           | MAR  | 2:13.43 |
| Zilver | Arkadiusz Gardzielewski | POL  | 2:14.39 |
| Brons  | Simon Njeri             | KEN  | 2:15.18 |
| 4      | Franck Caldeira         | BRA  | 2:17.26 |
| 5      | Mariusz Gizynski        | POL  | 2:17.38 |
| 6      | Jonah Kiplagat          | KEN  | 2:18.01 |
| 7      | Manuel Cominotto        | ITA  | 2:18.09 |
| 8      | Blazej Brzezinski       | POL  | 2:19.02 |
| 9      | El Hadi Laameche        | ALG  | 2:19.37 |
| 10     | Thonakal Gopi           | IND  | 2:19.53 |

### Vrouwen
| rang   | naam                | land | tijd    |
| ------ | ------------------- | ---- | ------- |
| Goud   | Laila Soufyane      | ITA  | 2:36.32 |
| Zilver | Olga Ochal          | POL  | 2:39.01 |
| Brons  | Karolina Pilarska   | POL  | 2:43.29 |
| 4      | Roselaine de Souza  | BRA  | 2:45.47 |
| 5      | Aleksandra Lisowska | POL  | 2:48.59 |
| 6      | Gina Slaby          | USA  | 2:52.29 |
| 7      | Emily Shertzer      | USA  | 2:55.21 |
| 9      | Federica Dal Ri     | ITA  | 2:58.21 |

1974 ·
1975 ·
1976 ·
1977 ·
1978 ·
1979 ·
1980 ·
1981 ·
1982 ·
1983 ·
1984 ·
1985 ·
1986 ·
1987 ·
1988 ·
1989 ·
1990 ·
1991 ·
1992 ·
1993 ·
1994 ·
1995 ·
1996 ·
1997 ·
1998 ·
1999 ·
2000 ·
2001 ·
2002 ·
2003 ·
2004 ·
2005 ·
2006 ·
2007 ·
2008 ·
2009 ·
2010 ·
2011 ·
2012 ·
2013 ·
2014 ·
2015 ·
2016 ·
2017